# ディラン・コールマン
ディラン・デビッド・コールマン（Dylan David Coleman, 1996年9月16日 - ）は、アメリカ合衆国ミズーリ州ワシントン郡ポトシ出身のプロ野球選手（投手）。右投右打。MLBのボルチモア・オリオールズ傘下所属。

## 経歴

### プロ入りとパドレス傘下時代
2018年のMLBドラフト4巡目（全体111位）でサンディエゴ・パドレスから指名され、プロ入り。契約後、傘下のA-級トリシティ・ダストデビルズでプロデビュー。A級フォートウェイン・ティンキャップスでもプレーし、2球団合計で18試合に登板して1勝2敗4セーブ、防御率3.18、29奪三振を記録した。
2019年はルーキー級アリゾナリーグ・パドレス、A級フォートウェイン、A+級レイクエルシノア・ストームでプレーし、3球団合計で27試合（先発2試合）に登板して4勝3敗1セーブ、防御率3.18、39奪三振を記録した。
2020年は新型コロナウイルスの影響でマイナーリーグの試合が開催されなかったため、公式戦の登板は無かった。

### ロイヤルズ時代
2020年11月5日、シーズン中の8月29日に成立したトレバー・ローゼンタールとのトレードの後日発表選手としてカンザスシティ・ロイヤルズへ移籍した。
2021年、マイナーでは傘下のAA級ノースウエストアーカンソー・ナチュラルズとAAA級オマハ・ストームチェイサーズでプレーし、2球団合計で45試合に登板して5勝1敗7セーブ、防御率3.28、93奪三振を記録した。 9月20日にメジャー契約を結んでアクティブ・ロースター入りし、翌21日のクリーブランド・インディアンス戦でメジャーデビュー。この年メジャーでは5試合に登板して防御率1.42、7奪三振を記録した。

### アストロズ時代
2023年12月6日にカルロス・マテオとのトレードでヒューストン・アストロズへ移籍した。
2024年の開幕はマイナーで迎えたが、4月4日にメジャー昇格を果たすも1試合に登板しただけで、すぐにAAA級シュガーランド・スペースカウボーイズに送り返された後、8月6日にザック・デゼンゾの昇格に伴ってDFAとなり、3日後に自由契約となった。それ以降はどのチームにも所属しなかった。

### オリオールズ傘下時代
2025年2月10日にボルチモア・オリオールズとマイナー契約を結び、同年のスプリングトレーニングに招待選手として参加することになった。また、その日のうちにAAA級ノーフォーク・タイズに配属された。

## 選手としての特徴
100mph超も記録する速球と切れのあるスライダーを武器としている。

## 詳細情報

### 年度別投手成績
| 年 度    | 球 団    | 登 板 | 先 発 | 完 投 | 完 封 | 無 四 球 | 勝 利 | 敗 戦 | セ 丨 ブ | ホ 丨 ル ド | 勝 率 | 打 者 | 投 球 回 | 被 安 打 | 被 本 塁 打 | 与 四 球 | 敬 遠 | 与 死 球 | 奪 三 振 | 暴 投 | ボ 丨 ク | 失 点 | 自 責 点 | 防 御 率 | W H I P |
| -------- | -------- | ----- | ----- | ----- | ----- | -------- | ----- | ----- | -------- | ----------- | ----- | ----- | -------- | -------- | ----------- | -------- | ----- | -------- | -------- | ----- | -------- | ----- | -------- | -------- | ------- |
| 2021     | KC       | 5     | 0     | 0     | 0     | 0        | 0     | 0     | 0        | 0           | ----  | 25    | 6.1      | 5        | 0           | 1        | 0     | 0        | 7        | 0     | 0        | 1     | 1        | 1.42     | 0.95    |
| 2022     | KC       | 68    | 0     | 0     | 0     | 0        | 5     | 2     | 0        | 16          | .714  | 289   | 68.0     | 47       | 5           | 37       | 1     | 6        | 71       | 7     | 0        | 26    | 21       | 2.78     | 1.24    |
| 2023     | KC       | 23    | 1     | 0     | 0     | 0        | 0     | 2     | 0        | 5           | .000  | 96    | 18.1     | 18       | 3           | 19       | 1     | 5        | 21       | 3     | 0        | 19    | 18       | 8.84     | 2.02    |
| 2024     | HOU      | 1     | 0     | 0     | 0     | 0        | 0     | 0     | 0        | 0           | ----  | 4     | 1.0      | 0        | 0           | 1        | 0     | 0        | 1        | 0     | 0        | 0     | 0        | 0.00     | 1.00    |
| MLB：4年 | MLB：4年 | 97    | 1     | 0     | 0     | 0        | 5     | 4     | 0        | 21          | .556  | 414   | 93.2     | 70       | 8           | 58       | 2     | 11       | 100      | 11    | 0        | 46    | 40       | 3.84     | 1.37    |

- 2024年度シーズン終了時

### 年度別守備成績
| 年 度 | 球 団 | 投手（P） | 投手（P） | 投手（P） | 投手（P） | 投手（P） | 投手（P） |
| 年 度 | 球 団 | 試 合     | 刺 殺     | 補 殺     | 失 策     | 併 殺     | 守 備 率  |
| ----- | ----- | --------- | --------- | --------- | --------- | --------- | --------- |
| 2021  | KC    | 5         | 0         | 0         | 0         | 0         | ----      |
| 2022  | KC    | 68        | 3         | 3         | 3         | 0         | .667      |
| 2023  | KC    | 23        | 0         | 0         | 0         | 0         | ----      |
| MLB   | MLB   | 96        | 3         | 3         | 3         | 0         | .667      |

- 2023年度シーズン終了時

### 背番号
- 65（2021年 - 2023年）
- 54（2024年4月3日）